# جيش النخبة
جيش النخبة كان يسمى سابقاً جيش التحرير، هو فصيل عسكري يتبع للجيش السوري الحر تأسس في أواخر شهر فبراير 2016 عبر اندماج خمسة فصائل عسكرية هي: جبهة الشام، الفرقة 46، الفرقة 312، اللواء التاسع، سرايا الحق 314.

## تاريخ
في يوليو 2016 أغارت جبهة النصرة على مقرات جيش التحرير في كفر نبل وأسرت 40 مقاتل من ضمنهم قائد جيش التحرير محمد الغابي واستولت أيضاً على عدد من الأسلحة.
وفي 15 أكتوبر 2016 أصيب قائد جيش التحرير محمد الغابي بجروح خطيرة إثر تفجير داعش لسيارة مفخخة في ريف حلب الشمالي، وتوفي بعد ذلك بعشرين يوماً.
في 7 يناير 2017 أعلن جيش التحرير عن تغيير إسمه إلى جيش النخبة وعين قائداً جديداً له.